# Cawang (Kramat Jati)
Cawang is een wijk in Kramat Jati in het bestuurlijke gebied Jakarta Timur in het Speciaal Hoofdstedelijk District Jakarta, Indonesië. De wijk telt 32.318 inwoners (volkstelling 2010).
Campus B van de Universitas Kristen Indonesia staat in Cawang.

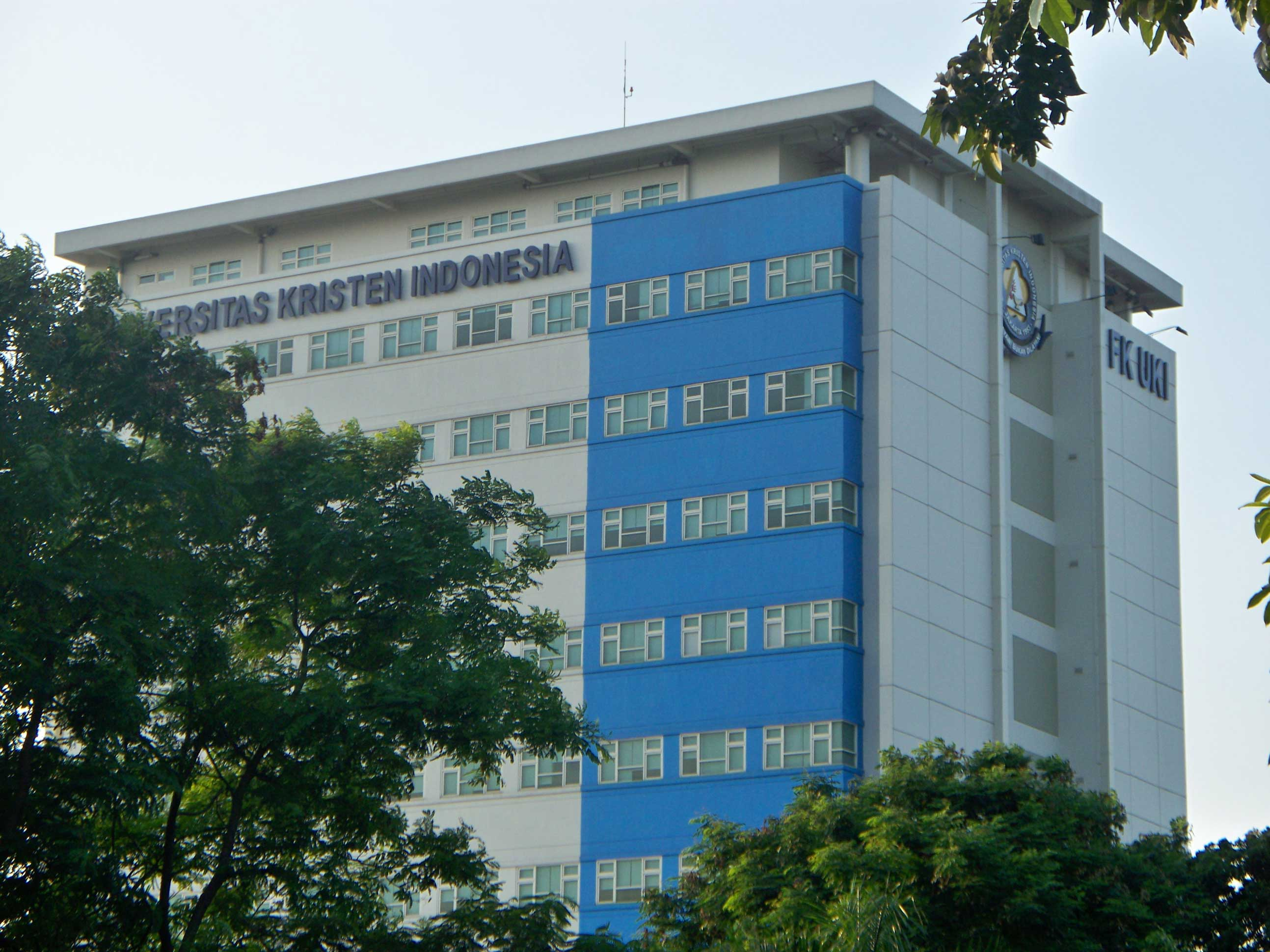
Universitas Kristen Indonesia